# Okresní soud v Semilech
Okresní soud v Semilech je okresní soud se sídlem v Semilech, který je co do počtu soudců jeden z nejmenších českých okresních soudů a jehož odvolacím soudem je Krajský soud v Hradci Králové. Soud se nachází spolu s okresním státním zastupitelstvím v nové budově s bezbariérovým přístupem na Nádražní ulici č. 25 v místní části Podmoklice. Rozhoduje jako soud prvního stupně ve všech trestních a civilních věcech, ledaže jde o specializovanou agendu (nejzávažnější trestné činy, insolvenční řízení, spory ve věcech obchodních korporací, hospodářské soutěže, duševního vlastnictví apod.), která je svěřena krajskému soudu.

## Soudní obvod
Obvod Okresního soudu v Semilech se zhruba shoduje s okresem Semily, patří do něj území těchto obcí:
Bělá •
Benecko •
Benešov u Semil •
Bozkov •
Bradlecká Lhota •
Bukovina u Čisté •
Bystrá nad Jizerou •
Čistá u Horek •
Háje nad Jizerou •
Harrachov •
Holenice •
Horka u Staré Paky •
Horní Branná •
Hrubá Skála •
Chuchelna •
Jablonec nad Jizerou •
Jesenný •
Jestřabí v Krkonoších •
Jilemnice •
Kacanovy •
Karlovice •
Klokočí •
Košťálov •
Kruh •
Ktová •
Levínská Olešnice •
Libštát •
Lomnice nad Popelkou •
Loučky •
Martinice v Krkonoších •
Mírová pod Kozákovem •
Modřišice •
Mříčná •
Nová Ves nad Popelkou •
Ohrazenice •
Olešnice •
Paseky nad Jizerou •
Peřimov •
Poniklá •
Přepeře •
Příkrý •
Radostná pod Kozákovem •
Rakousy •
Rokytnice nad Jizerou •
Roprachtice •
Rovensko pod Troskami •
Roztoky u Jilemnice •
Roztoky u Semil •
Semily •
Slaná •
Stružinec •
Studenec •
Svojek •
Syřenov •
Tatobity •
Troskovice •
Turnov •
Veselá •
Víchová nad Jizerou •
Vítkovice •
Všeň •
Vyskeř •
Vysoké nad Jizerou •
Záhoří •
Žernov